# تورون (غرناطة)
بلدية تورون (بالإسبانية: Turón) هي بلدية تقع في مقاطعة غرناطة التابعة لمنطقة أندلوسيا جنوب إسبانيا.

## الديموغرافيا
بلغ عدد سكان بلدية تورون 291 نسمة عام 2011 (وفقاً للمعهد الوطني الإسباني للإحصاء).
| 387 | 377 | 340 | 339 | 330 | 301 | 291 |